# ألتامورا
ألتامورا (بالإيطالية: Altamura)‏ مدينة جنوب إيطاليا في مقاطعة باري ضمن إقليم بوليا ، معروفة المصنوع بنخالة القمح الصلب ، كما تشتهر بكاتدرائيتها ، سكانها حوالي 67.599 نسمة .

## السكان
في سنة 1861 بلغ عدد السكان 17٬499 نسمة، وتطور العدد ليصل في سنة 2011 لـ 69٬529 نسمة.
يظهر هذا المخطط البياني تطور النمو السكاني لـ ألتامورا

## توأمة
لألتامورا اتفاقيات توأمة مع كل من:
- لوتشرا
- موذقة
- كاستلانا سيكولا

## أعلام
- روميو ساكتشيتي
- فرانشيسكو كابوتو
- ميكيلي فرانكو
- باولو كولونا